# 中野愛子 (シンガーソングライター)
中野 愛子（なかの あいこ、7月10日 - ）は、日本の女性シンガーソングライター。
福岡県朝倉郡筑前町出身。血液型はO型。中学生時代の部活は水泳部。

## 人物
ミッション系の幼稚園に通いだした3歳から歌手を志望していて、高校時代に観たT.M.Revolutionのライブで幼少時より抱いていた歌手のイメージがガラリと変わった。その後友人の勧めでアニソンに目覚めた。
2010年1月、テレビアニメ『ダンス イン ザ ヴァンパイアバンド』のオープニングテーマでレベッカの「フレンズ」をカバーし、メジャーデビューを果たした。同番組のエンディングテーマ「爪痕」の作詞を担当する。
2012年4月22日放送の『のざP&りえのLive Dog!』内で、3月30日に結婚したことを発表した。

## ディスコグラフィ

### シングル
| 枚  | 発売日        | タイトル     | 規格品番   | 最高位 |
| --- | ------------- | ------------ | ---------- | ------ |
| 1st | 2010年1月27日 | フレンズ     | VTCL-35081 | 65位   |
| 2nd | 2011年5月11日 | カメリアの瞳 | VTCL-35104 | 25位   |

### 配信限定
レコチョク♪着うたフルで配信
1. NAME
2. 桜chip
3. summer
4. in the Autumn
5. sugar

mora、napster、OnGen、TSUTAYA、iTunes Music Storeで配信
1. in the Autumn-EP
  - in the Autumn
  - NAME
  - 桜chip
2. くちなし-Single
  - くちなし
  - LOSE

### コンピレーション
- 熱帯夜Girls（2010年11月2日）

アニサマGirls Night BOOK favorite talk収録 アニサマGirls Nightテーマソング
- 勇者シリーズカバーアルバムHARVEST（2011年2月23日）

太陽の翼

### タイアップ
| 楽曲         | タイアップ                                                          |
| ------------ | ------------------------------------------------------------------- |
| フレンズ     | テレビアニメ『ダンス イン ザ ヴァンパイアバンド』オープニングテーマ |
| カメリアの瞳 | テレビアニメ『緋弾のアリア』エンディングテーマ                      |

### 提供作品

#### 作詞・作曲
- 野水いおり / テルモメルモ（魔・カ・セ・テ Tonight カップリング曲）

#### 作詞
- hibiku/爪痕（「ダンス イン ザ ヴァンパイアバンド」エンディングテーマ）
- 中村悠一 come across グラハム・エーカー/still more ripple
- OToGi8/カラフル☆DRIVE（赤頭巾ちゃん御用心カップリング曲）
- 山口理恵 with manzo/気づいてゾンビさま、私はクラスメイトです（「これはゾンビですか?」エンディングテーマ）
- 松本梨香×松原剛志×川添智久/WIN THE BATTLE（「グレイトバトル フルブラスト」オープニングテーマ）

## ライブ
※ メジャーデビュー後
- アニうた KITAKYUSHU2010（2010年3月14日）
- アニサマGirls Night（ZEPP大阪 2010年10月31日 ZEPP東京 2010年11月3日）
- キングラン アニソン紅白2010（2010年12月31日－2011年1月1日）
- 石川智晶主催チャリティーイベント【僕の「いつか」は、すぐそこにある 】(2011年4月2日)